# Турсунзаде
Турсунзаде́ (тадж. Турсунзода) — город в Гиссарской долине, административный центр Турсунзадевского района Таджикистана. До 17 февраля 1978 года — город Регар.
Назван в честь Мирзо Турсунзаде, таджикского советского поэта, видного государственного и общественного деятеля. Главным предприятием в районе является Таджикский алюминиевый завод.
В районе есть православный храм Покрова Пресвятой Богородицы. В Турсунзаде находится Учебный центр ВС США, для подготовки военнослужащих ВС РТ.

## Население
В 2013 году район преодолел отметку в 50 000 человек. В 2019 году население города составило 53 700 человек.
| Численность населения | Численность населения | Численность населения | Численность населения | Численность населения | Численность населения | Численность населения | Численность населения |
| 1939                  | 2003                  | 2004                  | 2005                  | 2006                  | 2007                  | 2008                  | 2009                  |
| --------------------- | --------------------- | --------------------- | --------------------- | --------------------- | --------------------- | --------------------- | --------------------- |
| 4040                  | ↗40 700               | ↗41 300               | ↗41 900               | ↗42 500               | ↗44 200               | ↗46 100               | ↗47 200               |
| 2019                  | 2020                  | 2021                  | 2022                  |                       |                       |                       |                       |
| ↗53 700               | ↗55 700               | ↗57 300               | ↗57800                |                       |                       |                       |                       |

В 2006 году была разработана программа по переселению 1000 семей из пострадавшего от наводнения Кулябского района в районы, прилежащие к городу Турсунзаде.

## Экономика
В городе имеются 65 промышленных цехов и предприятий, которые произвели 86 видов продукции на сумму 1 млрд 19 млн сомони в 2022 году.